# Ивашко, Андрей Александрович
Андрей Александрович Ивашко (укр. Андрій Олександрович Івашко; 29 июня 1980, Кролевец, Сумская область — 24 февраля 2022, неподалёку от Глухова, Сумская область) — украинский военный, участник обороны Украины от российского вторжения в феврале 2022 года. Герой Украины с присвоением ордена «Золотая Звезда».

## Биография
Андрей Ивашко родился в 1980 году в Кролевце, в Сумской области.
6 декабря 2019 года награждён общими грамотами председателей Глуховской райгосадминистрации и районного совета по случаю Дня защитника Украины.
24 февраля 2022 года погиб в первый день российского вторжения на Украину. Он служил в войсках ПВО, расположенных вблизи села Обложки в воинской части, известной под названием «Глухов-2». Во время ракетного обстрела ценой своей жизни Андрей Ивашко лично давал информацию о действиях врага. Ранним утром этого дня, российские войска предприняли попытку прорыва границы в районе Бачевска, но были приостановлены близ Глухова, где завязались боевые столкновения.

## Награды
- звание «Герой Украины» с присвоением ордена «Золотая Звезда» (2022, посмертно) — за личное мужество и героизм, проявленные в защите государственного суверенитета и территориальной целостности Украины, верность военной присяге.